# Kasim Khan
Kasim Khan fou kan dels kazakhs (el país s'anomenava Deixt Kiptxaq). Va succeir al seu pare Djanibek Khan després del 1488, però supeditat al seu cosí Burunduk Khan, fins que va prendre el poder el 1509. Era el tercer de nou germans: Iranchi o Iraiji, Mahmud, Kasim, Itik o Aitek (podria ser Aibek), Janish, Kanbar, Tanish (esmentat com Benish per l'historiador Haydar), Uziak i Jauk (Yadik, o Jadik). Khuandemir esmenta a Iranchi com a successor de Burunduk, amb seu a Sabran, però la resta d'historiadors estan d'acord que el successor fou Kasim. Burunduk hauria residit a Sendchtik (potser Sighnak) i a Kainu, a la frontera del Mogolistan. Segons l'historiador Haydar, Kasim Khan va sotmetre tot el Deixt Kiptxaq i el seu exèrcit el formaven més de cent mil homes. La mare de Kasim era Jaghun Berkin. Baber l'esmenta a la seva obra com "Uzbeg Sultan" (al text persa apareix com Awik Sultan). Es va casar amb Sultan Nigar Khanum, quarta fill de Yunus Khan de Mogulistan (1462-1487) i vídua de Mahmud Mirza, (fill de Sultan Abu Said de Mogulistan 1514-1533), la qual després es va casar amb Kasim Mirza (germà de Mahmud) a la mort de Kasim Khan. El seu germà Kanbar Khan fou el seu cap militar.
L'hivern del 1509 va marxar amb l'exèrcit contra Muhammad Shayban; aquest es va dirigir a Tarez. Un temps després Sultan Said de Fergana (Andijan) el va cridar en ajut contra els uzbeks i hi va anar; el governador de Sayram, Ketch Beg, li va obrir les portes de la ciutat, però Kasim es va retirar a Taixkent i van deixar la lluita (1513). Sultan Said, ara kan de Mogolistan (1514-1533) el va anar a trobar i el va albirar a la vora del riu Txu; Kasim tenia més de 60 anys, potser més de 70, i no va anar a veure al kan personalment però hi va enviar a 30 o 40 dels seus emirs amb ordres de fer homenatge al kan entre els quals Janish Khan i Benish Khan, els seus germans, que ja eren grans tanmateix. Kasim va mostrar extraordinària cortesia amb el kan que va quedar impressionat. Finalment els dos homes es van entrevistar i van establir una sòlida amistat (vers 1516). La darrera notícia que es té és que va fer un atac de poca importància als uzbeks l'any següent (vers 1517).
Una notícia diu que va morir junt amb un dels seus filla a Ilianli Tuk, lluitant contra el Nogai Sheikh Mirza. Haydar diu que va morir el 1518 sense explicar les causes. Fou enterrat a Bakirghan Ata, al districte d'Urgendj o Khivà. El va succeir el seu fill Mimash Khan.